# Стружанская волость
Стру́жанская во́лость (латыш. Strūžānu pagasts) — одна из двадцати пяти территориальных единиц Резекненского края Латвии. Находится в северной части края. Граничит с Гайгалавской, Наутренской и Дрицанской волостями своего края.
По территории волости протекает река Мазича. Бо́льшую часть занимает Стружанское болото.

## Население
Численность населения волости на середину 2010 года составляет 946 человек, на начало 2015 года — 801 человек.
По данным переписи населения Латвии 2011 года, из 842 жителей волости латыши составили 68,05 % (573 чел.), русские —  27,91 % (235 чел.), поляки —  2,02 % (17 чел.).
Крупнейшими населёнными пунктами волости являются сёла: Стружаны (волостной центр) и Сейли.

## История
В 1945 году в Дриценской волости Резекненского уезда был создан Пельсиньский сельский совет. После отмены в 1949 году волостного деления он входил в состав Вилянского (1949—1957) и Резекненского района (1957—2009).
В 1954 году к Пельсиньскому сельсовету была присоединена территория ликвидированного Таунагского сельского совета. В 1957 году было принято решение организовать переработку торфяника в южной части Стружанского болота. Для начавшего работу в 1963 году производства был основан рабочий посёлок Стружаны (исторические Стружаны находятся в Гайгалавской волости). В 1971 году совхоз «Дрицены» Пелсиньского сельсовета и посёлок Пелсини были переподчинены Дриценскому сельсовету, Пелсиньский сельсовет был переименован в Стружанский. В 1981 году к Стружанскому сельсовету была присоединена часть территории Гайгалавского сельсовета.
В 1990 году Стружанский сельсовет был реорганизован в волость. В 2009 году, по окончании латвийской административно-территориальной реформы, Стружанская волость вошла в состав Резекненского края.